# Cierre de la bolsa de Mérida
La batalla de la bolsa de Mérida, también conocida como Cierre de la bolsa de Mérida, fue una acción que tuvo lugar durante la Guerra Civil Española en julio de 1938 en la zona de La Serena de la provincia de Badajoz. Fue una operación rápida y decisiva, planeada y llevada a cabo por los militares franquistas y acabó convirtiéndose en un baño de sangre para las tropas republicanas.
Aunque fue una de las batallas más importantes de la Guerra Civil Española, la relevancia del cierre de la bolsa de Mérida se vio eclipsada por el inicio de la Batalla del Ebro que tuvo lugar aproximadamente al mismo tiempo en el otro extremo de la República.

## Historia

### La bolsa de Mérida
La bolsa de  Mérida era la frontera más occidental de la  República Española en 1937; sobresalía hacia el oeste, hacia Mérida, ciudad que había sido asegurada por las fuerzas rebeldes en 1936 en el momento de la Batalla de Mérida. La bolsa era una cuña de territorio republicano entre las zonas controladas por los rebeldes al noroeste y al suroeste hasta relativamente tarde en el conflicto. Pero en mayo de 1938 el alto mando franquista emitió un plan para tomar este territorio que había estado en manos republicanas desde que el frente extremeño se estabilizó en 1937.
Supuestamente existía el peligro de que el  Ejército Republicano desde esa posición pudiera atacar fácilmente la estratégica ciudad de Mérida e incluso cortar en dos la zona nacionalista; de ahí la noción de que era como una especie de puerta o ventana "abierta" que debía ser cerrada. Por lo tanto, una vez que los militares rebeldes habían llegado al Mediterráneo por el este, se reavivó la actividad en el frente extremeño con el objetivo de conquistar ese territorio en una operación denominada "Cierre de la bolsa de Mérida".

### La batalla y sus consecuencias
La ofensiva fue planeada por los franquistas en dos fases: primero se reforzó la línea del curso alto del río Zújar entre el 14 y el 20 de junio, en segundo lugar la ofensiva se llevaría a cabo entre el 20 y el 24 de julio rodeando y atrapando a las tropas republicanas atrincheradas en el lugar. El movimiento de pinza rebelde ejecutado rápidamente desde los flancos de la bolsa tomó a los republicanos por sorpresa.
La batalla comenzó cuando las fuerzas rebeldes del  General Saliquet del norte avanzaron hacia el sur el 20 de julio. Después de cuatro días de golpear las líneas enemigas se encontraron con los ejércitos del  General Queipo de Llano que avanzaban hacia el norte en  Campanario el 24 de julio. Los combates dieron lugar a una matanza masiva de tropas leales pertenecientes al Ejército de Extremadura, dirigido por el coronel Ricardo Burillo. La rápida victoria permitió que el territorio franquista se expandiera hacia el este, alcanzando la  comarca de La Jara en la provincia de Toledo.
Esta operación militar rebelde fue responsable de una de las mayores pérdidas de vidas humanas entre los soldados del Ejército Republicano Español en Extremadura. Entre las unidades aniquiladas por el intenso fuego rebelde después de quedar atrapadas al final de la bolsa se encontraban la 91.ª Brigada Mixta y la 109.ª Brigada Mixta. Los soldados republicanos que se rindieron fueron internados en el campo de concentración de Castuera, donde varios de ellos serían fusilados. El coronel Ricardo Burillo, que era comandante del Ejército de Extremadura desde el 24 de noviembre de 1937, fue despedido bruscamente el 31 de julio y sustituido por el coronel Adolfo Prada Vaquero.